# (200368) 2000 QS51
(200368) 2000 QS51 es un asteroide perteneciente al cinturón de asteroides descubierto el 24 de agosto de 2000 por el equipo del Lincoln Near-Earth Asteroid Research desde el Laboratorio Lincoln, Socorro, Nuevo México, Estados Unidos.

## Designación y nombre
Designado provisionalmente como 2000 QS51.

## Características orbitales
2000 QS51 está situado a una distancia media del Sol de 2,521 ua, pudiendo alejarse hasta 3,051 ua y acercarse hasta 1,991 ua. Su excentricidad es 0,210 y la inclinación orbital 5,836 grados. Emplea 1462,33 días en completar una órbita alrededor del Sol.

## Características físicas
La magnitud absoluta de 2000 QS51 es 16,5. 